# جون دايكسترا
جون كارلوس دايكسترا عضو الجمعية الأمريكية السينمائية (ولد في 3 يونيو 1947)، فنان مؤثرات خاصة أمريكي، ومطور استخدامات الكمبيوتر لصناعة الأفلام، حصل على ثلاث جوائز أوسكار إلى جانب العديد من الجوائز. وكان من المؤسسين المبتكرين في شركة صناعة الضوء والسحر و المؤثرات الخاصة و الرسومات الحاسوبية في قسم في شركة لوكاس فيلم.
كان جون داكسترا معروفاً بمؤثراته الخاصة في فيلم حرب النجوم وقد ساهم بجلب النسخ الأصلية للسلاح المضيء وحرب الفضاء التي كانت بين إكس-وينقز و المحارب تاي و قوى القوة إلى الشاشة وقد عمل في عدة أعمال للمؤثرات خاصة في العديد من الأفلام وكان من بين تلك الأعمال فيلم باتمان للأبد وفليم باتمان و روبن وفيلم استيورات الصغير وفيلم رجال-أكس: الدرجة الأولى وفيلم الرجل العنكبوت الجزء الأول وفيلم الرجل العنكبوت الجزء الثاني.

## تعليمه وبداية مهنته
ولد دايسكترا في لونغ بيش في كاليفورنيا، بعد دراسته التصاميم الصناعية في جامعة ولاية كاليفورنيا في لونغ بيش (حيث كان عضوًا في مجموعة فاي كبا تاو الأخوية) حصل على وظيفة بالتعاون مع داكلاس ترمبل في عمل نماذج مؤثرات لفيلم الركض الصامت ويعود سبب توظيف ترمبل لطالب حديث التخرج إلى أن ميزانية الفيلم كانت منخفضة.

## حرب النجوم
في عام 1975 كان جورج لوكاس يعينّ أشخاصاً للعمل في المؤثرات الخاصة في فيلم حرب النجوم وقد حاول التواصل مع دوغلاس ترمبل للعمل إلا أنه لم يكن متاحاً بسبب أنه كان على وشك البدء بالعمل مع ستيفن سبيلبرغ في فيلمه لقاءات قريبة النوع الثالث. وقد أشار ترمبل لوكاس نحو دكسترا وكّون لوكاس شركته الخاصة به للمؤثرات الخاصة وهي شركة صناعة الضوء السحر(ص. ض. س) وتقع في بنايات المخازن في بلدة فان نويز وقد عين دايسكترا للإشراف على فريق (ص.ض.س) وأدئ الي ذلك الي تطوير كاميرا دايكسترف المتحكم فيها بالحركة مما مكّن من إنتاج العديد من تأثيرات الفيلم الرائدة وجعل النظام ممكنا من خلال توفر ذاكرة الدارة المتكاملة القابلة لتشغيل التلقائي بسعر منخفض نسبيا والكاميرات فيتسا فيشن المستعملة.
ومع ذلك نشأت توترات بين ديكسترا ولوكاس حيث كان لوكاس يشكوا أن الكثير من الوقت والمال تم إنفاقه على تطوير أنظمة الكاميرات الرقمية وأن فريق التأثيرات الخاصة لم يسلم جميع اللقطات التي كان يريدها مما جعل الإنتاج يتخلف عن الجدول الزمني. وتفيد بعض التقارير بأن هذه التوترات تسببت بإقالة دايكسترا من شركة (ص.ض.س) بعد عودة لوكاس من التصوير الرئيسي في لندن. بعيد عن هذا كله بعد اطلاق فيلم حرب النجوم فاز دايكسترا وفريقه بجوائز الأوسكار عن أفضل المؤثرات الخاصة والإنجازات التقنية الخاصة.

## بتلستار قالاتكيكا
بدأ داكسترا بالعمل على مسلسل بلتستارقالاكتيكا لستديوهات يونيفرسال بعد انتهائه من فيلم حرب النجوم وكان يشرف على المؤثرات الخاصة للحلقة التجريبية التي استمرت لمدة ثلاث ساعات (والتي أصدرت أيضا بطريقة مسرحية) شكل دايسكترا شركته الخاصة للمؤثرات التي تسمى شركة ابوجي التي شملت العديد من موظفي (ص.ض.س) الذين عملوا في فليم حرب النجوم وقد أعطى لدايكسترا الصلاحية في إنتاج مسلسل تلفزيوني رائد. وبعد ذلك قررت شركة يونيفرسال جعل فيلم قالقتس مسلسلا أسبوعيا وقد تمت إعادة إنتاج العديد من اللقطات ومؤثرات التي استخدمها داكسترا بشكل متكرر طوال فترة العرض الفردية للموسم.
بعد بث مجرة قالقتس بداء لوكاس وشركة توينتيث سينتشوري فوكس بالاجراءت القانونية ضد شركة يونيفرسال بزعهما بأنها سرقت فكرة فيلم حرب النجوم وهي مسألة لم تساعدها التأثيرات المشابهة وأساليب التصميم (كما ساهم أيضا الفنان رالف مكاري في عمل مسلسل قالقتس). كان لوكاس غير راض أيضا عن دايكسترا باستخدامه المعدات (التي تم تطوريها ودفع ثمنها من ميزانية فيلم حرب النجوم) وكان هو المنافس على مرحلة الإنتاج. عندما قام لوكاس بنقل شركة (ص.ض.س) من بلدة فان نويز إلى سان فرانسيسكو لبدء العمل على فيلم الإمبراطورية تعيد الضربات كان العديد من أعضاء فريق شركة ابوجي (من بينهم ريتشارد ادلوند و دينيس مورين) سيعودون إلى شركة ص.ض.س ولم يتلقى دايكسترا دعوة للانضمام إليها وقد استمر دايكسترا في العمل تحت اسم العلامة التجارية ابوجي وثم ذهب للعمل على تأثيرات فيلم افالانش اكسبرس وفيلم ستار تريك: الفيلم السنمائي (التي لم شملها مع دوغلاس ترمبل).

## فيلم فايرفوكس والثمانينات
كان الإنجاز الرئيسي التالي لدكسترا هو طريقة عمل المؤثرات في فيلم فايرفوكس في عام 1982 وهنا واجه دايكسترا نفس التحدي الذي واجهه لوكاس مع فيلم الإمبراطورية تعيد الضربات من جمع بين التأثيرات الصغيرة والخلفيات الفعلية والعمل غير اللامع على الخلفيات البيضاء باستخدام الشاشة الخلفية العاكسة وقد حصل الفيلم على جوائز أخرى ومع ذلك لم تكن هذه الا سوى ضربه حظ في شباك التذاكر.
وقد انتج دايكسترا مؤثرات خاصة لفليم الرعب الخيالي العلمي قوة الحياة الذي أنتج في إنجلترا في عام 1985 وتابع العمل على طبعة جديدة في عام 1986لفيلم غزاة من المريخ وفيلم زوجة ابي فضائية 1988

## أفلام القصص المصورة
في منتصف التسعينيات كان ديكسترا مشرفًا على التأثيرات الخاصة لفيلم باتمان للابد وفيلم باتمان وروبن كما كان المشرف الرئيسي على التأثيرات البصرية لفيلم ستيوارت الصغير وكان أيضا مصمم التأثيرات البصرية لأول فلمين لأفلام الرجل العنكبوت وحصل على جائزة أوسكار لأفضل المؤثرات البصرية لجهوده في فيلم الرجل العنكبوت2. كما قام بدور مصمم التأثيرات البصرية في فيلم الرجل-أكس ولضمان ستة مؤثرات للفيلم قامت الشركات بتسليم جميع المشاهد المطلوبة على الرغم من الجدول الزمني الضيق.

## ألعاب الكمبيوتر
في عام 1987 قام دايكسترا بإخراج لعبة فيديو كاملة الحركة وهي سيورشارك والتي كانت مخصصة في الأصل لوحدة التحكم نيمو المستندة إلى نظام الفيديو المنزلي (ن. ف.م.) من شركة هاسبرو. وعندما تخلت شركة هاسبروعن المشروع كسب منشئ النظام توم زيتو حقوق اللعبة، وفي عام 1992 حولت شركة زيتو للصور الرقمية لعبة سيورشارك إلى ميجا سي دي وتم إصداره كبداية لإطلاق النظام.

## جوائز الأوسكار

### جائزتا أوسكار لأفضل مؤثرات بصرية
- 1978 (المرتبة 50): لأفضل مؤثرات بصرية لحرب النجوم (1977)، بالمشاركة مع جون ستيرز، وريتشارد إيدلوند، وغرانت ماكيون، وروبرت بلالاك.
- 2005 (المرتبة 77): لأفضل مؤثرات بصرية لفيلم الرجل العنكبوت الجزء الثاني (2004)، بالمشاركة مع سكوت ستوكديك، وأنتوني لامولينارا، وجون فرايزر.

### جائزة أوسكار واحدة للإنجاز الفني
- 1978 (المرتبة 50): "لتطويره كاميرا Dykstraflex لفيلم حرب النجوم (1977)، بالمشاركة مع ألفاه جي ميلر وجيري جيرفيس.

## جوائز أخرى
- جائزة زحل: في عام (1978) ذهبت جائزة أفضل مؤثرات خاصة لفيلم حرب النجوم (1977) ويشاركه جون ستيرز.
- وفي عام 1980 ذهبت جائزة أفضل مؤثرات خاصة لفيلم ستار تريك: الفيلم السينمائي (1979) وتشاركه دوغلاس ترمبل و ريتشارد يوريتش.
- وفي عام 2005 ذهبت جائزة أفضل مؤثرات خاصة لفيلم الرجل العنكبوت2 (2004) وتشاركه سكوت ستوكديك وانتوني لامولينارا وجون فريزر.
- جائزة ايمي برايم تايم: في عام 1979 ذهبت الجائزة لأنجاز الفردي المتفوق والابداع التقني الحرفي لحلقة الطيار (سقاقا من حرب النجوب ) من مسلسل التلفزوني بلتستار قالاتكيكا 1978 ويشاركه ريتشارد ادلوند (مدير التصوير المصغر) وجوجوس (تقني مؤثرات الخاصة).
- جائزة أفلام هوليوود : في عام 2004ذهبت جائزة أفضل مؤثرات خاصة لسنة لفيلم الرجل العنكبوت الجزء الثاني (2004) جائزة جمعية السينما والتلفزيون عبر الإنترنت.
- في عام 2005 ذهبت جائزة جمعية السنيما والتلفزيون لأفضل مؤثرات خاصة لفيلم الرجل العنكبوت2 (2004) ويشاركه سكوت ستوكديك وانتوني لامولينارا وجون فريزر.
- جائزة ستيتجس لأفضل موثرات خاصة: ذهبت جائزة كيكسا كاتلوني لأفضل مؤثرات خاصة لفيلم قوة الحياة (1985) جائزة القمر الصناعي الذهبي.
- ذهبت جائزة القمر الصناعي الذهبي لأفضل مؤثرات بصرية لفيلم ستيورت الصغير (1999) ويشاركه جيروم تشن وهنري ف. اندرسون وايريك الارد.
- جائزة المجتمع: 2007: جائزة العضوية الفخرية
- 2014: جائزة الإنجاز لمدى الحياة

## وصلات خارجية
- جون دايكسترا على موقع IMDb (الإنجليزية)
- جون دايكسترا على موقع قاعدة بيانات الفيلم (الإنجليزية)